# Antepipona brunneola
Antepipona brunneola är en stekelart som beskrevs av Giordani Soika 1986. Antepipona brunneola ingår i släktet Antepipona och familjen Eumenidae. Inga underarter finns listade i Catalogue of Life.